# Rwanda i olympiska sommarspelen 2000
Rwanda deltog i de olympiska sommarspelen 2000 med en trupp bestående av fem deltagare, tre män och två kvinnor, och de tog inga medaljer.

## Resultat efter gren

### Friidrott
Herrarnas 1 500 meter
- Alexis Sharangabo
  1. Omgång 1 — 03:44.06 (gick inte vidare)

Damernas maraton
- Mathias Ntawurikura
  1. Final — 2:16:39 (15:e plats)

Damernas 800 meter
- Christine Mukamutesi
  1. Omgång 1 — 02:14.15 (gick inte vidare)

### Simning
50 meter frisim, herrar
- Samson Ndayishimiye
  1. Inledande Heat — 38.76 (gick inte vidare)

100 meter bröstsim, damer
- Pamela Girimbabazi
  1. Inledande Heat — diskvalificerad (gick inte vidare)